# Ростри

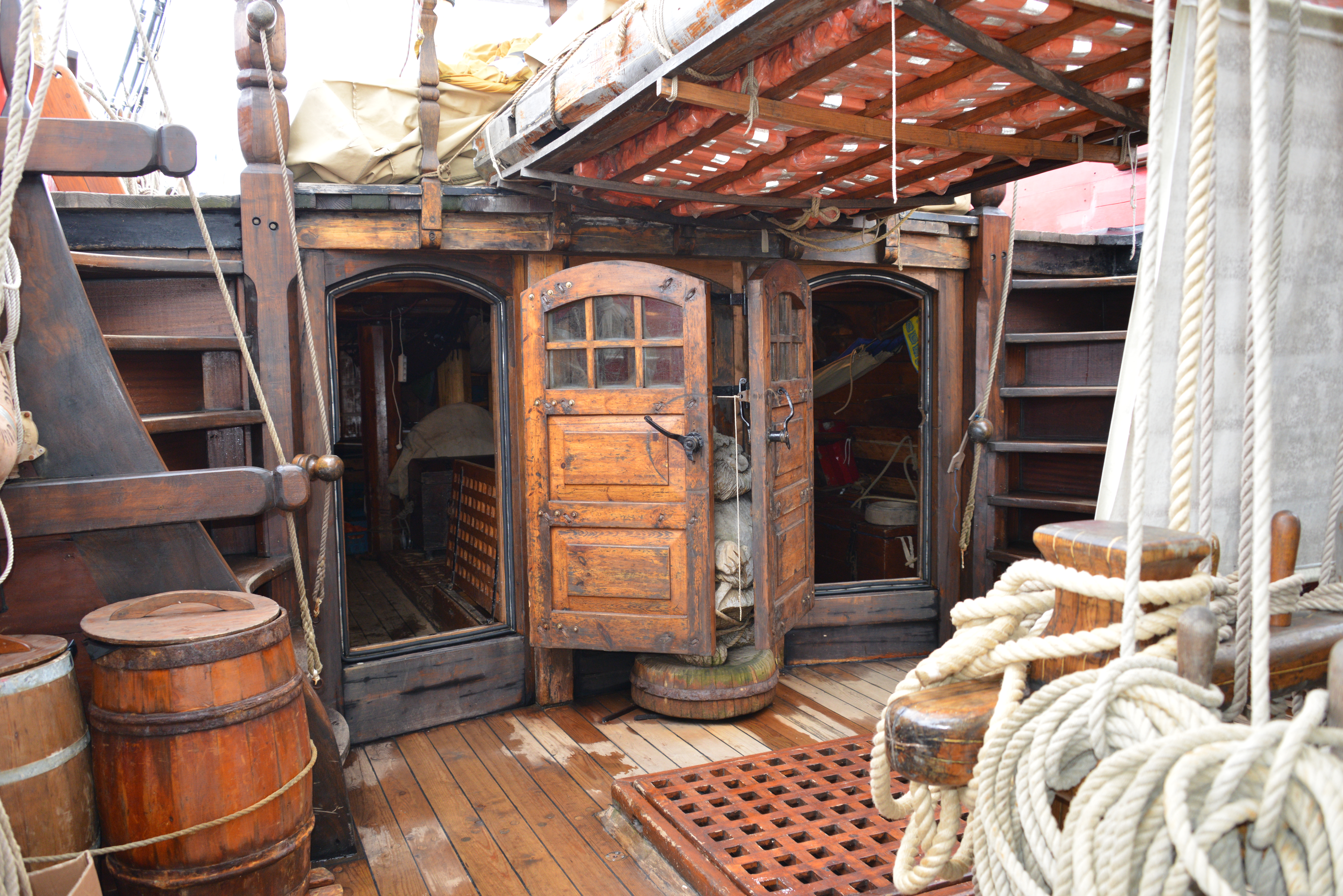
Ростри на фрегаті «Штандарт»

Ро́стри (нід. rooster — «ґрати»)  — ґратчастий настил на півбімсах, між рубкою і спеціальними стійками по борту судна. На рострах зазвичай розміщують рятувальні і робочі шлюпки, літаки. На вітрильних суднах на рострах зберігають запасні частини рангоуту, вантажні стріли, люкові решітки та інше.
Також на вітрильних суднах рострами називається сукупність запасних рангоутних дерев (стеньг, рей та ін.), складених разом, зазвичай на шкафуті, обв'язаних і покритих матами. У середині ростр, як правило, залишаються місця для баркаса та інших шлюпок, що піднімаються на палубу з води.